# الغابة الحضرية الرهراه

## الغابة الحضرية الرهراه
الغابة الحضرية الرهراه أو غابة الرهراه تقع شرق مدينة طنجة وتمتد على مساحة تتجاوز 400 هكتارا، معظمها أو كلها في ملكية الجماعات السلالية وهي من الناحية الإدارية تقع الغابة في تراب كل من جماعة البحراويين التابعة لإقليم الفحص أنجرة وبنسبة كبيرة، ومقاطعة مغوغة التابعة لجماعة طنجة.
يذكر أن غابة «الرهراه» تعتبر إحدی أکبر وأهم غابات طنجة، وهي عبارة عن غابة تتكون بالأساس من أشجار الصنوبر بأنواعه والأوکالیبتوس والهجلیج والأتم والتین والنخیل، ناهيك عن أنها تعد مرتعا للعشرات من أنواع الطيور والثدییات، من بینها
الخنزير البري المهدد بالانقراض.

## تطويرها
تسير أشغال تهيئة المنتزه الحضري بغابة “الرهراه”، إلى مراحلها الأخيرة، مما سيوفر متنفسا طبيعيا وترفيهيا جديدا لساكنة مدينة طنجة، في وقت يعرف فيه منتزه “بيرديكاريس” إقبالا يوميا كبيرا من طرف المواطنين. يأتي إحداث هذا المنزه الحضري الجديد، تنزيلا لاتفاقية متعددة الأطراف بين كل من جماعة طنجة جهة طنجة تطوان الحسيمة والمديرية الإقليمية للمياه والغابات ومحاربة التصحر بطنجة، وهي الاتفاقية التي تم إقرارها من طرف مجلس المدينة سنة 2018.
تبلغ مساحة الفضاء الذي سيخضع للتهيئة 220 هكتارا، وفق ما ورد في الاتفاقية، ويشمل المشروع عدة أشغال من بينها تهيئة وصيانة مسالك التجوال والمسارات وتهيئة الفضاءات الخاصة بالرياضة ووضع حاويات للنفايات وتنظيم عمليات جمع الأزبال وتهيئة المراحيض العمومية ووضع كراسي وطاولات للجلوس والنزهة ووضع لوحات تشويرية وتحسيسية. يشمل هذا البرنامج ايضا، تدخلات خاصة لصيانة الغابة وضمان تجديدها المستمر والوقاية من الانجراف، ووضع سياج محيط بالفضاء وتهيئة وصيانة الطرق ومسالك التجوال والمسارات والفضاءات الخاصة بممارسة الرياضة والعاب الاطفال، ووضع حاويات للنفايات وتنظيم عمليات جمع الازبال، ووضع اللوحات التشويرية وتهيئة موقف للسيارات، وتجهيزات للوقاية من الحرائق. من شأن مشروع تهيئة مجال غابة “الرهراه” أن يوفر للمنطقة وسكانها فضاء متميزا ومتنفسا طبيعيا سيجلب عليه الزائرين وسيساهم في التخفيف من الضغط الهائل الذي يعرفه
منتزه “بيرديكاريس .
تنصُّ الاتفاقية كذلك على القيام بالأشغال اللازمة لصيانة الغابة وتجديدها المستمر وتهيئة مواقف السيارات ووضع سياج ومداخل للمنتزه وإحداث التجهيزات اللازمة للوقاية من الحرائق ومحاربتها، وتهيئة نقطة لملاحظة الطيور والمعالجة الميكانيكية من أجل الحد من انجراف التربة.
وتشهد غابة “الرميلات” إقبالا كبيرا خاصة في نهاية الأسبوع، باعتبارها المنتزه الطبيعي الوحيد المهيكل بالمدار الحضري للمدينة، وهو ما استدعى إنقاذ غابة “الرهراه”، التي كانت تتهددها الحرائق والبناء العشوائي، لتتحول إلى منتزه غابوي جديد بطنجة بعد تأهيلها لاستقبال عشاق الطبيعة في مواجهة زحف الإسمنت.
تهم الإصلاحات المقترحة ضمن المشروع أيضا، استغلال العين المائية الموجودة داخل الغابة التي تعتبر موقعا إيكولوجيا يحتضن أنواعا نادرة من النباتات، من أجل ضخ المياه منه.
1. ↑  "جريدة الأخبار:يومية مغربية شاملة". مؤرشف من الأصل في 2024-10-06. اطلع عليه بتاريخ 2024-08-01.
2. ↑  AHDATH.INFO
3. ↑  "تهيئة غابة "الرهراه" تمنح سكان طنجة منتزها طبيعيا وترفيهيا جديدا...خذ العبرة يا مجلس مدينة العرائش". مؤرشف من الأصل في 2024-07-01. اطلع عليه بتاريخ 2024-08-01.
4. ↑  "منتزه حضري جديد في قلب غابة الرهراه .. وهذه تفاصيل المشروع". مؤرشف من الأصل في 2024-07-01.